# Lielā Jugla
Lielā Jugla är ett vattendrag i landskapet Livland (Vidzeme) i Lettland. Orter, småorter och byar som ligger vid Liela Jugla är bland annat Augsciems, Ropazi (Rodenpois), Garkalne och Zakumiža. Liela Jugla rinner ut i sjön Jugla Ezers som genom Daugava har förbindelse med Rigabukten i Östersjön.